# Keita Bates-Diop

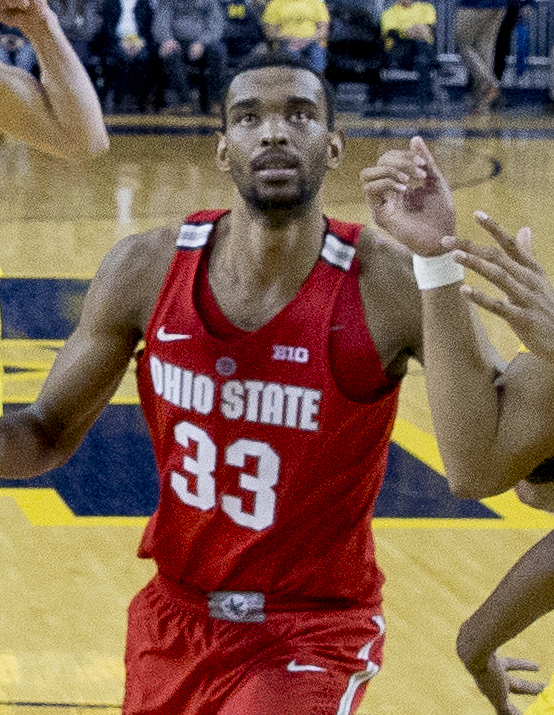
Keita Bates-Diop, 2018.

Keita Bates-Diop, född 23 januari 1996 i Sacramento i Kalifornien, är en amerikansk professionell basketspelare (SF/PF) som spelar för Minnesota Timberwolves i National Basketball Association (NBA). Han har tidigare spelat för Denver Nuggets, San Antonio Spurs, Phoenix Suns och Brooklyn Nets.
Bates-Diop draftades av Minnesota Timberwolves i andra rundan i 2018 års draft som 48:e spelare totalt.
Innan han blev proffs studerade Bates-Diop på Ohio State University och spelade för deras idrottsförening Ohio State Buckeyes.